# Old Moshi Magharibi
Old Moshi Magharibi è una circoscrizione rurale (rural ward) della Tanzania situata nel distretto rurale di Moshi, regione del Kilimangiaro. Conta una popolazione di 8 100 abitanti (censimento 2012).